# Ze'ev Boim
Ze'ev Boim (hebrejsky: זאב בוים‎, žil 30. dubna 1943 – 18. března 2011) byl izraelský politik za stranu Kadima a bývalý ministr bydlení a výstavby. V minulosti byl členem strany Likud a za vlády Ariela Šarona zastával funkce ministra absorpce imigrantů a ministra zemědělství. Koncem roku 2005 Likud společně s Arielem Šaronem opustil a poté vstoupil do nově vzniklé strany Kadima. Po volbách v roce 2006 ho Olmert jmenoval do své vlády na post ministra pro absorpci imigrantů a v červenci 2007 při obměně vládních postů jej jmenoval zpět na ministerstvo bydlení a výstavby.
Boim sloužil jako velitel roty obrněné divize izraelské armády. Původním povoláním byl učitel. Absolvoval dějiny a hebrejskou literaturu na Hebrejské univerzitě v Jeruzalémě. Pracoval také jako ředitel střední školy ve městě Kirjat Gat a sloužil jako výchovný emisař v Mexiku.
V minulosti působil také ve funkci starosty města Kirjat Gat. Členem Knesetu je od roku 1996. Působil v množství komisí, mj.: vzdělání a kultura; finance; vnitřní záležitosti a životní prostředí; ústava, zákon a spravedlnost; zahraniční věci a obrana; bydlení; absorpce imigrantů; zahraniční pracovníci.
V 16. Knesetu působil jako náměstek ministra obrany a jako ministr bydlení a výstavby a ministr zemědělství a rozvoje venkova (leden-květen 2006).
Zemřel 18. března 2011 v chicagské nemocnici na rakovinu. V parlamentu ho nahradila Doron Avital.